# Vodegna
Vodegna (in croato Vodenjak) è un isolotto disabitato della Croazia situato a ovest dell'isola di Isto.
Amministrativamente appartiene alla città di Zara, nella regione zaratina.

## Geografia
Vodegna si trova all'ingresso meridionale della bocca di Scarda (Škardska vrata), 620 m a ovest dell'isola di Isto e 1,21 m a sudest di Scarda. Nel punto più ravvicinato, punta Darchio (Artić) nel comune di Brevilacqua, dista dalla terraferma 29,8 km.
Vodegna è un isolotto a forma di otto ruotato, orientato in direzione ovest-est con un segmento parte centrale molto stretto e basso (3 m), che misura 665 m di lunghezza (passando per il centro) e 240 m di larghezza massima nella parte orientale. Ha una superficie di 0,1167 km² e uno sviluppo costiero di 1,835 km. A ovest, raggiunge un'elevazione massima di 26 m s.l.m..

### Isole adiacenti
- Sorelle (Sestrice), coppia di piccoli isolotti situati 360 m a sud di Vodegna.
- Dossaz (Dužac), isolotto ovale situato 960 m a sud di Vodegna.

### Cartografia
- (HR) Mappa topografica della Croazia 1:25000, su preglednik.arkod.hr.